# Alchemilla jaegeri
Alchemilla jaegeri é uma espécie de rosácea do gênero Alchemilla, pertencente à família Rosaceae.